# Marcy Borders
Marcy Borders (* 19. Juli 1973; † 24. August 2015) war eine amerikanische Rechtsanwaltsfachangestellte, die für die Bank of America im World Trade Center arbeitete und den Einsturz des Nordturms am 11. September 2001 überlebte. Stan Honda, ein Fotograf für die Agence France-Presse, nahm ein Foto von Borders auf, das diese nach dem Verlassen des World Trade Centers ganz von Staub bedeckt zeigt. Das Foto wurde so bekannt, dass es als „ikonisch“ galt und zur Bezeichnung von Borders als The Dust Lady führte.

## Persönliche Auswirkungen
Borders wohnte in Bayonne, New Jersey und arbeitete im 81. Stock des Nordturms. Borders sagte, dass sie sich von dem Trauma, das durch die Anschläge ausgelöst wurde, nie erholen konnte. Depressionen führten zu einem Ende ihrer Beziehung mit ihrem Partner, zum Verlust des Sorgerechts ihrer Kinder und zu einer Abhängigkeit von Alkohol und Drogen. Ein Schlüsselereignis für ihre Entwöhnung und ihre Abstinenz war die Nachricht vom Tod Osama bin Ladens. Das Outfit, das sie auf dem Foto trug, bewahrte Borders auf.

## Gesellschaftliche Auswirkungen
Wegen der Bekanntheit des Honda-Fotos wurde in vielen rückblickenden Artikeln über die Terroranschläge an sie erinnert. The Daily Telegraph wählte sie als eine der Überlebenden aus, die er zum 10. Jahrestag der Anschläge porträtierte. Borders wurde eingeladen, den 10. Jahrestag bei einer Gedenkveranstaltung in Deutschland zu verbringen.

## Krebsdiagnose und Tod
Im August 2014 wurde bei Borders ein Magenkarzinom diagnostiziert. Borders’ Krebserkrankung führte zu einer Verschuldung in Höhe von 190.000 US-Dollar – bereits zu einem Zeitpunkt, als sie noch nicht operiert worden war und immer noch Chemotherapie benötigte. Borders sagte, dass sie es sich nicht einmal leisten könne, sich Rezepte ausstellen zu lassen. Sie behauptete, dass der Krebs durch den giftigen Staub ausgelöst wurde, dem sie beim Einsturz des World Trade Centers ausgesetzt war. Sie sagte: „I definitely believe it because I haven't had any illnesses. I don't have high blood pressure, high cholesterol, diabetes.“ (dt. „Ich glaube das definitiv, weil ich keine Krankheiten hatte. Ich habe keinen hohen Blutdruck, keinen hohen Cholesterinspiegel und kein Diabetes.“). Sie erlag am 24. August 2015 ihrer Krebserkrankung.

## In den Medien
Das Foto The Dust Lady wird in Julie Buxbaums Roman Hope and Other Punch Lines erwähnt, das von einem fiktiven Foto vom 11. September handelt.